# 打铁花

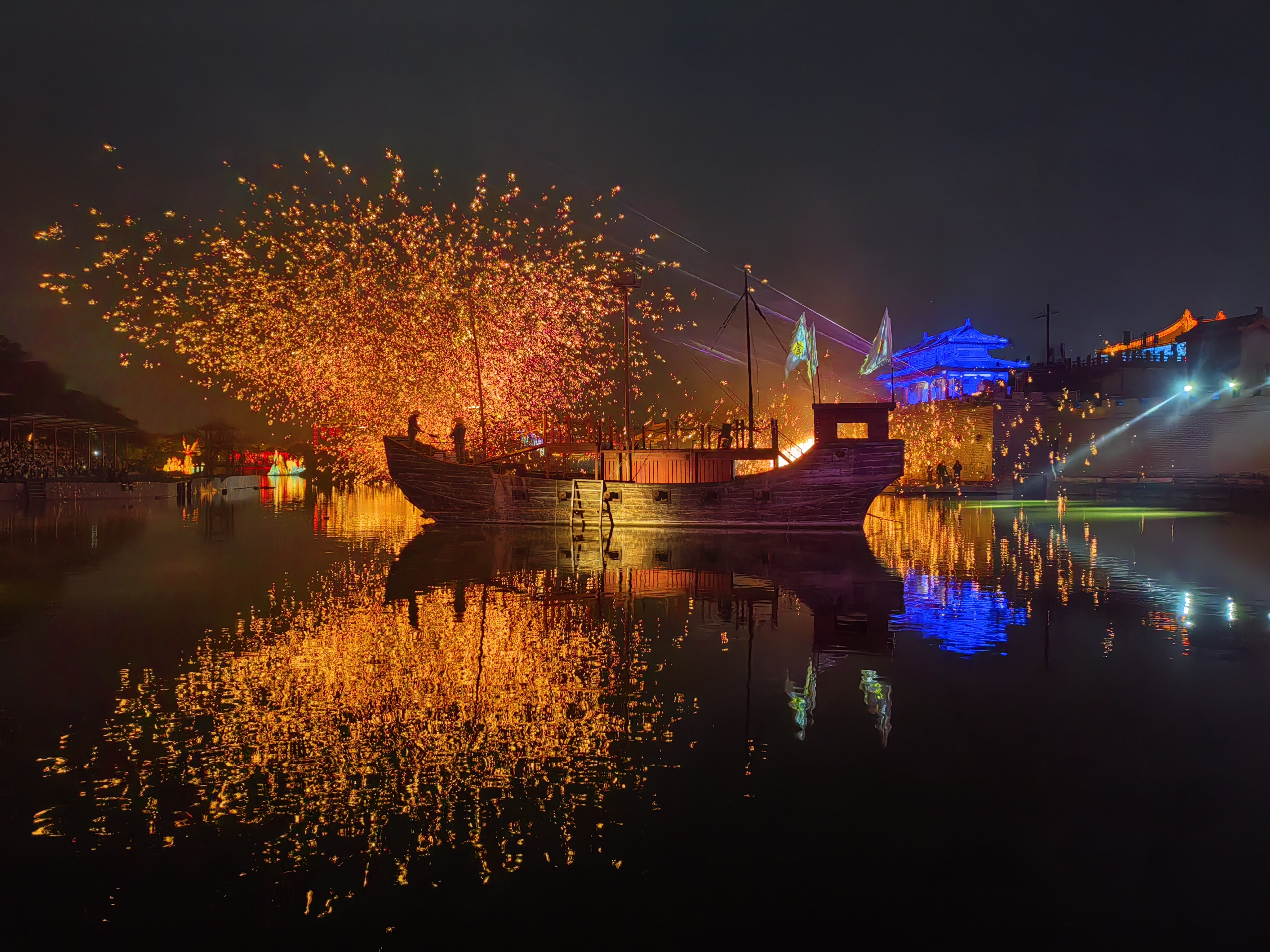
河南省开封市清明上河园的打鐵花表演

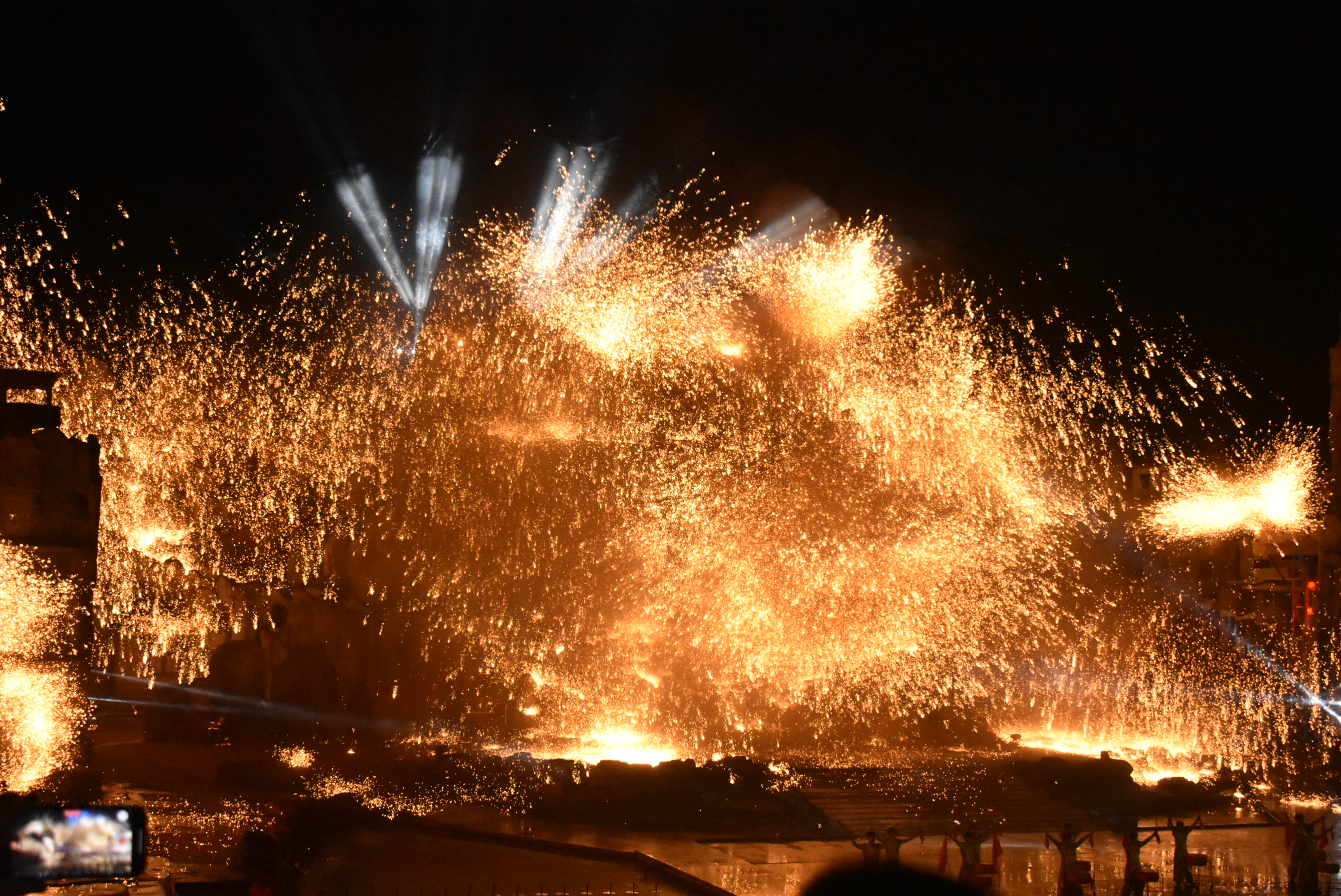
山西省“司徒小镇”景区的打铁花表演

打铁花又称打铁树，是流传于豫晋地区民间传统的烟火，中国国家级非物质文化遗产之一。
打铁花是一种大型民间传统焰火，是中国古代匠师们在铸造器皿过程中发现的一种民俗文化表演技艺，始于北宋，盛于明清，至今已有千余年历史。打铁花多流传于黄河中下游，以河南、山西最为流行。开封打铁花更被誉为黄河流域十大民间艺术之首。打铁花表演时，在一处空旷场地搭出六米高的双层花棚，棚上密布新鲜柳枝，上面绑满烟花鞭炮和起货等。棚中间竖立一根六米高的老杆，使花棚总高度达到十米以上。旁边设一熔炉化铁汁，十余名表演者轮番用花棒将千余度高温的铁汁击打到棚上，形成十几米高的铁花，铁花又点燃烟花鞭炮，再配上“龙穿花”的表演，场景蔚为壮观，呈现出惊险刺激、喜庆热闹的特点。
2008年6月，河南省确山县申报的打铁花经国务院批准列入第二批国家级非物质文化遗产名录，遗产编号Ⅹ-88。

## 历史文化
打铁花初源于工匠们的祭祀活动。每年年初时，五门工匠们开业之前，为首的工匠就会经过协商，搭好花棚，并在花棚的北方，面向南搭一神棚，选定吉日，到本县老君庙、火神庙中献上各种祭祀品。之后，五匠中各门店、字号内的所有人等，都抬着本店供奉的老君神像，列队而行，一路吹吹打打、鸣放鞭炮到神棚。沿途各工匠的店铺都要设香案供品迎送。队伍到达神棚后，把老君神像安放在神棚之内，举行祭祀仪式，求老君爷、火神爷保佑全年平安、生意兴隆、四季发财。夜晚开始打花。参加打花的多是各门店的工匠，打花之前都要在神棚内跪拜、更衣，求神灵保佑安全，避免烧伤。工匠们的祭祀活动得到道士们的支持和参与。道士们或提供打铁花的场地（多是属于庙产的空地），或出钱出物。在工匠们祭祀游行时，道士们往往组织笙、箫、管、笛、丝竹、锣鼓等乐器，为工匠们助兴助威。平时，工匠们为道士们铸造钟、罄、云牌、香炉、火盆之类，也是不收费的。遇到道教的重大庆典，道士们也会出钱出物，请工匠们举办“打铁花”，为道教增添光彩。这无形中促进了“打铁花”活动的开展。显而易见，“打铁花”的最初目的一是为了展示本行业的气派，取悦于群众，扩大影响，等于做一次广告。二是讨个吉利，利用“花”与“发”的谐音，取“打花打花，越打越发”之意，象征着事业发达兴旺。
确山铁花始于北宋，鼎盛于明清。古代确山道教圣地乐山，与湖北武当山、泌阳铜山并称中原道教三山。打铁花原是炼丹道士祈福禳灾、驱邪镇宅的法事活动，也是民间金银、铜、铁、锡五门工匠每年春节开业时和道士们一起为祭祀共同的祖师爷——太上老君而举行的一种仪式，具有道教神秘色彩和五金工匠的行业特点。
北宋灭亡后，打铁花随着确山人的南移和北迁流传全国，形成了不同的式样。明清时期，由于官府提倡和社会各界支持，确山铁花达到鼎盛，并从原来的工匠开业庆典或玉帝、老君、王母娘娘诞辰等道教祭祀活动扩展到还愿、升迁、嫁娶、高中、建宅节日等一般性的喜庆活动。确山铁花在本土流传过程中，不断吸收放鞭炮、放烟花、耍龙灯、打铜器、游社火等多种艺术元素，逐渐形成恢弘壮阔、气势磅礴、喜庆吉祥的独特表演风格。民国初年，因战乱和灾害，确山铁花濒于灭绝。新中国成立后，确山打铁花也仅于1952年、1956年和1962年表演过三次。至1988年，经杨建军挖掘整理，确山铁花再次展示出独特的魅力。

## 主要活动
打铁花表演前，要在一个宽阔的广场中间搭起一个丈余高的二层八角大棚，第一层4米高，第二层1.5米高，称为“花棚”，花棚顶上铺一层新鲜的柳树枝，树枝上绑满各种烟花、鞭炮、起火等。花棚顶部正中竖起一个丈余高的杆子，称为“老杆”。老杆顶上也绑上长挂鞭炮、大型烟花，称为“设彩"。此花棚象征着一元生二仪、二仪生四象、四象生八卦、八卦生五行、五行生万物之意。花棚旁边立一座熔化铁汁用的熔炉，用大风匣（现改用鼓风机）把事先准备好的生铁化成铁汁待用。打铁花者所用的花棒，是一根拳头粗细、尺多长的新鲜柳树棒，棒的顶端掏有直径3厘米大小的圆形坑槽，用以盛放铁汁。打铁花时，打花者头戴反扣着的葫芦瓢（起防护作用），赤裸着上身，一手拿着盛有铁汁的上棒，一手拿着未盛铁汁的下棒，迅速跑至花棚下，用下棒猛击上棒。十几个打花者一棒接一棒，一人跟一人，往来于熔炉和花棚之间。一棒铁花冲天而起，另一棒接踵而至，棒棒相连，络绎不绝。棒中的铁汁冲向花棚，遇到棚顶的柳枝后迸散开来，点燃了花棚上的鞭炮和烟花，铁花飞溅，流星如瀑，鞭炮齐鸣，声震天宇。技高一筹的打花者，能一棒击中老杆，点燃最高处的烟花和长鞭，称为“中彩”。中彩者当报出单位、姓名，披红挂花，奖励钱物，十分荣耀。
2021年春节期间，开封万岁山景区的打铁花表演，登上了央视新闻联播，火红的铁水被打上天空，“铁花火雨”引来观众阵阵欢呼。打铁花是开封著名的传统民俗节目，是河南的非物质文化遗产项目，也是黄河流域十大民间艺术之首。